# Charles-Jean Hallo
Pour les articles homonymes, voir Hallo et ALO.
Charles-Jean Hallo, dit ALO est un peintre, dessinateur, illustrateur, graveur et photographe français né le 13 janvier 1882 à Lille et mort le 15 décembre 1969 à Senlis.

## Biographie
Charles Alexandre Jean Julien Hallo est né le 13 janvier 1882 à Lille. Fils d'un militaire, il passe son enfance à Dijon où il fréquente le collège Saint-Ignace et entre ensuite à l'École des beaux-arts de la même ville. Il termine ses études à l'École des beaux-arts de Paris où il suit les cours de Charles Cottet et de Jacques-Émile Blanche, puis se spécialise dans la gravure à l'eau-forte.
Dès 1907, il expose au salon annuel de la Société nationale des beaux-arts.
Incorporé dans l'infanterie en 1914, il passe ensuite dans l'aviation en tant qu'observateur-photographe et termine la guerre avec le grade de lieutenant.
En 1920, il s'installe à Senlis, d'où sa femme est originaire, dans une maison qu'il équipe d'un vaste atelier (il s'est marié en 1911 et a eu deux enfants nés en 1912 et 1915 ; trois autres suivront en 1922, 1925 et 1930).
S'impliquant dans la vie de la cité, il se fait élire au conseil municipal, crée le jardin de l'évêché, fonde en 1934 le musée de la Vénerie dont il est le conservateur. Les vacances passées en Bretagne lui fourniront l'inspiration pour de nombreuses compositions.
Lors de la Seconde Guerre mondiale, trop âgé pour combattre, il s'engage dans l'Armée de l'air et est affecté à l'École de l'air de Bordeaux comme instructeur photographe. Après sa démobilisation, il intègre la Résistance (réseau Jade-Amicol) ; il est emprisonné quelques mois fin 1943-début 1944 à la maison d'arrêt de Compiègne, puis, relâché faute de preuves, il termine la guerre en Allemagne en tant que peintre aux armées.
Bien que résidant dans un appartement à Paris depuis le début des années 1950, il meurt, dans sa 88e année, à l'hôpital de Senlis le 15 décembre 1969.
Il est le père de Jean Hallo.

## Œuvres

### Techniques
Charles-Jean Hallo a pratiqué le dessin, l'aquarelle, la gouache, le lavis, l'eau-forte et la gravure sur bois.

### Thématiques

Fifi par Charles-Jean Hallo (1949) Le dessin est dédié à « La marraine de Fifi » (Renée Thomas)

Ses thèmes de prédilection sont constitués de paysages (sites touristiques) et d'animaux (scènes de vénerie).
Son implication dans l'aviation l'a conduit à produire aussi des gouaches publicitaires représentant des avions, publiées dans L'Aérophile.
Il est surtout connu en tant qu'auteur de nombreuses affiches touristiques pour le compte de plusieurs sociétés de chemin de fer privées (PO, PLM, compagnies du  Nord, de  l'Est, Réseau de l'État) mais a aussi réalisé les illustrations d'autres documents publicitaires. Sa signature y est caractéristique : ALO.
Par exemple, il a réalisé en 1924, pour le compte de la Compagnie du chemin de fer de Paris à Orléans, une affiche publicitaire Côte sud de la Bretagne. Le Faouët (Morbihan). La chapelle Saint-Fiacre.

### Ouvrages
- En tant qu'auteur et illustrateur :
  - De la cape à la botte. Histoire de tenues françaises de la Vénerie, Crépin-Leblond, 1951, réédition 1999, même éditeur  (ISBN 978-2-7030-0158-4). Contient 14 planches en couleurs et plus d'une centaine d'illustrations en noir et blanc.
- En tant qu'illustrateur :
  - Le Chevreuil. Histoire naturelle et chasse ; auteur H. Manhès d'Angeny, Bibliothèque des introuvables à Paris  (ISBN 978-2-84575-051-7), réédition en 2001.
  - Le Sanglier. Histoire naturelle et chasse ; auteur Karl Snethlage, traducteur H. Manhès d'Angeny, Bibliothèque des introuvables à Paris  (ISBN 978-2-84575-050-0), réédition en 2001.
  - Gibier de France ; auteur Alfred Delacour, Éditions Argo, 1929, 460 exemplaires. 29 gravures sur bois.
  - La Main tendue ; auteur Philippe Hériat, Fayard, coll. « Le Livre de demain », Paris, 1934. Illustré de 40 gravures sur bois.
  - Le Naufrage de La Marietta ; auteur Henry de Monfreid, Fayard, coll. « Le Livre de demain », Paris, 1935. Illustré de 37 gravures sur bois.
  - L'Épave du Cynthia ; auteurs Jules Verne et André Laurie, coll. Bibliothèque verte, Paris 1935. Illustré de 10 gravures dont une sur la jaquette.
  - Les Don Juanes ; auteur Marcel Prévost, Fayard, coll. « Le Livre de demain », Paris, 1939. Illustré de 30 gravures sur bois.
  - Le Désert de Bièvres ; auteur Georges Duhamel, Fayard, coll. « Le Livre de demain », Paris, 1939. Illustré de 30 gravures sur bois.
  - La Femme et le Pantin (roman espagnol) ; auteur Pierre Louÿs, Fayard, coll. « Le Livre de demain », Paris, 1940.
  - Le Perroquet vert ; auteur Marthe Lucie Bibesco, Fayard, coll. « Le Livre de demain », Paris, 1940. Illustré de 33 bois originaux.
  - Le Récif de corail ; auteur Jean Martet, Fayard, coll. « Le Livre de demain », no 35, Paris, 1940. Illustré de 34 gravures sur bois.
  - La Nuit d'orage ; auteur Georges Duhamel, Fayard, coll. « Le Livre de demain », Paris, 1941. Illustré de 44 gravures sur bois.
  - Naples au baiser de feu ; auteur Auguste Bailly, Fayard, coll. « Le Livre de demain », Paris, 1941. Illustré de 30 gravures sur bois.
  - La Divine Chanson ; auteur Myriam Harry, Fayard, coll. « Le Livre de demain », Paris, 1942. Illustré de 23 gravures sur bois.
  - La Vie drôle ; auteur Alphonse Allais, préface de Sacha Guitry, Éditions Fournier, 1946.
  - "Dix contes de chasse", de Guy de Maupassant, éditions Les 13 épis, 1948.
  - La Chasse ma grande passion ; auteur François de Curel, extrait de l'historique de L'Âme en folie, avant-propos de G. M. Villenave, Durel, 1949.
- En collaboration avec d'autres illustrateurs :
  - Petites Villes de France (tomes 1 et 2) ; auteur Émile Sedeyn, en collaboration avec Maurice Achener, André Dauchez, Brouet, Georges Gobo, Albert Decaris, Gusman, Paul Adrien Bouroux, Tigrane Polat, Véder, Henry Cheffer, Jean Frélaut, Louis Willaume, René Cottet, Éditeur Société de Saint-Eloy, Paris, 1935-1937.
  - Almanach, cahier de vers ; auteur Émile Verhaeren, chaque mois de l'année est illustré par un artiste différent : Paul Adrien Bouroux, Paul Baudier, Jean Frélaut, Eugène Corneau, Henry Cheffer, Adolphe Beaufrère, Camille Josso, Pierre-Yves Trémois, Paul Lemagny, Robert Jeannisson, et André Vahl, Éditeur Société de Saint-Eloy, 1951.
  - Marchés et Foires de Paris ; auteur Léo Larguier, en collaboration avec Pierre-Yves Trémois, Henry Cheffer, Paul Lemagny, Jean Frélaut, Robert Jeannisson, René Cottet, Fernand Hertenberger, Paul Adrien Bouroux, Albert Decaris, Maurice Victor Achener, Camille Josso, Éditeur Société de Saint-Eloy, 1953.
  - Vieilles Abbayes d'Île-de-France ; auteur Louis Réau, illustrateurs Robert Jeannisson, Pierre-Paul Lemagny, Henry Cheffer, Fernand Hertenberger, André Vahl, Aymar de Lézardière, Paul Baudier, Paul Adrien Bouroux, René Cottet, Albert Decaris, Camille Josso, Adolphe Beaufrère, Éditeur Société de Saint-Eloy, 1955.

## Décorations
- Croix de guerre 1914–1918
- Médaille de la Résistance française
- Chevalier de la Légion d'honneur à titre militaire